# Platja de Belladona
La platja de Belladona és una platja al límit entre els municipis de Castell d'Aro, Platja d'Aro i s'Agaró i Calonge i Sant Antoni, corresponent el 20% al primer i el 80% al segon. Està envoltada d'exuberant vegetació, formada per pins, cactus i joncs. Orientada a l'est-sud-est, té una longitud de 89 m i una amplada mitjana de 22 m, formada per sorra mitjana i gruixuda. El pendent d'entrada al mar és poc pronunciat. El fons marí és molt rocallós, excepte a la part central, formada per sorra. S'hi accedeix per una costeruda escalinata que baixa des del camí de ronda.
El nom de la platja respon a la curiosa forma de la roca que hi ha al mar, davant de la cala, i que sembla una cara de dona.
El 2023 el dos municipis van decidir declarar la platja apta per a gossos, malgrat les protestes veïnals, però va deixar de ser-ho per problemes burocràtics.